# Csákóc
Csákóc (1890-ig Csekóc, szlovákul: Čekovce) község Szlovákiában, a Besztercebányai kerületben, a Korponai járásban.

## Fekvése
Korponától közúton 9 km-re (de légvonalban csak 4 km-re) keletre, a Korpona patakba ömlő Csákóci patak partján fekszik.

## Története
A falut egykori birtokosa Lampert comes telepítette szászországi telepesekkel. 1391-ben "Cheke" alakban szerepel először írott forrásban, amikor egyike volt annak a 12 településnek, melyek a bozóki apátsághoz tartoztak. 1446-ban "Chekey", 1463-ban "Czakolcz" néven említik. A falut két nagyobb katasztrófa érte története során. Előbb a törökök ütöttek rajta, majd a kuruc felkelők és a császári csapatok közötti harcok során fosztották ki, a lakosságot pedig bántalmazták. A 17. századtól az esztergomi szeminárium faluja. 1715-ben 39 háztartása volt. 1828-ban 68 házában 412 lakos élt, akik mezőgazdasággal, szőlőtermesztéssel foglalkoztak.
Vályi András szerint "CSEKÓCZ. Czekovcze. Elegyes falu Hont Vármegyében, földes Ura a’ tudományi Kintstár, fekszik Bozókhoz nem meszsze, ’s ennek filiája, határja jó termékenységű, legelője elegendő, fája mind a’ két féle, szőleje ugyan alább való borokat terem, de e’ hibát a’ szőlöknek nagysága elfedezi, azon felül Karponán szomszédságában, ekével, kaszával, ’s szőlö munkával is jó modgyok a’ pénz keresetre, első Osztálybéli."
Fényes Elek szerint "Csekócz, tót falu, Honth vgyében, Zólyom vármegye szélén: 210 kath. lak. és sovány határral. F. u. a bozoki uradalom. Ut. p. Selmecz."
A trianoni békeszerződésig Hont vármegye Korponai járásához tartozott.

## Népessége
| Év:            | 1994. | 2004.    | 2014.   | 2024.   |
| -------------- | ----- | -------- | ------- | ------- |
| Emberek száma: | 515   | 420      | 455     | 447     |
| Eltérés:       |       | -18,44 % | +8,33 % | -1,75 % |

| Év:            | 2023. | 2024.   |
| -------------- | ----- | ------- |
| Emberek száma: | 435   | 447     |
| Eltérés:       |       | +2,75 % |

1910-ben 552, túlnyomórészt szlovák anyanyelvű lakosa volt.
2001-ben 471 lakosából 404 szlovák és 65 cigány volt.
2011-ben 436 lakosából 404 szlovák volt.

## Neves személyek
- Itt született 1844. március 3-án Jozef Luňáček szlovák természettudós.

## Nevezetességei
- Római katolikus temploma 1867-ben épült.
- A falutól délre halastó található.
- A közelben fekvő Žobrák-tanyán lovagolni lehet.